# ヒカリノカゲ
「ヒカリノカゲ」は、9nineのメジャー3枚目のシングル。2010年1月20日にビクターエンタテインメントから発売された。

## 概要
初回限定盤Aと初回限定盤Bの2形態で発売。それぞれジャケットとカップリング曲が異なる。
ビクターからリリースされた最後の作品であり、下垣真香と三浦萌在籍中に発表された最後のシングルでもある。

## 収録曲

### 初回限定盤A
1. ヒカリノカゲ [5:15]
  - 作詞：COZ、作曲・編曲：Gravity Session
2. Happy×2 Eyes (yu-gure party remix) [4:55]
3. ヒカリノカゲ (Instrumental)

### 初回限定盤B
1. ヒカリノカゲ [5:15]
2. Smile Again (zenryoku rock remix) [4:36]
3. ヒカリノカゲ (Instrumental)